# Vai hu
Vai hu war eine Band aus Ost-Berlin und spielte Southern Rock und Blues. Sie gilt als eine der ersten Bluesbands in der DDR. Musikalisch orientierte sich die Band an den Allman Brothers. Trotz ihres kurzen Bestehens war die Band ein wichtiger Bestandteil der DDR-Blueserszene.

## Geschichte
Die Band wurde Anfang 1975 von Axel Stammberger in Ost-Berlin gegründet.
Gründungsbesetzung:
- Godelef Oske (Gitarre, Gesang)
- Axel Stammberger (Gitarre)
- Rüdiger Phillipp (Bass, Gesang)
- Stefan Diestelmann (Akustische Gitarre, Mundharmonika, Gesang)
- Ulrich Kersten (Schlagzeug, Percussion)
- Thomas Abendroth (Orgel, E-Piano, Gesang)

Vai hu spielte vornehmlich Klassiker des Country Blues und des Urban Blues, vor allem aber Titel der Allman Brothers. Im Repertoire der Band gab es aber auch eigene Kompositionen. Das Domizil der Band war der Studentenklub der Humboldt-Universität. Der DDR-Rundfunk produzierte einen Konzertmitschnitt aus dem Berliner Haus der Jungen Talente. Ende 1976 beschloss Stefan Diestelmann den Ausstieg aus der Band, da er seine musikalischen Intentionen nur ungenügend verwirklichen konnte. Nach einem kurzen Zwischenspiel bei Engerling gründete er gemeinsam mit Rüdiger Phillipp die „Stefan Diestelmann Folk Blues Band“. Sein Ausscheiden bedeutete zugleich das Ende der Band. Axel Stammberger spielte ab 1977 bei „Veronika Fischer & Band“ und Ulrich Kersten gründete 1980 mit Peter Pabst die Jonathan Blues Band.
Im Jahr 2012 plante die Band ein Tribut-Konzert für den 2007 verstorbenen Stefan Diestelmann im Rahmen der 1. Kunden-Blues-Nacht in der Berliner WABE. Aus organisatorischen Gründen kam es zu dieser Reunion jedoch erst bei der 2. Kunden-Blues-Nacht im Oktober 2013.